# 鉄道擬人化

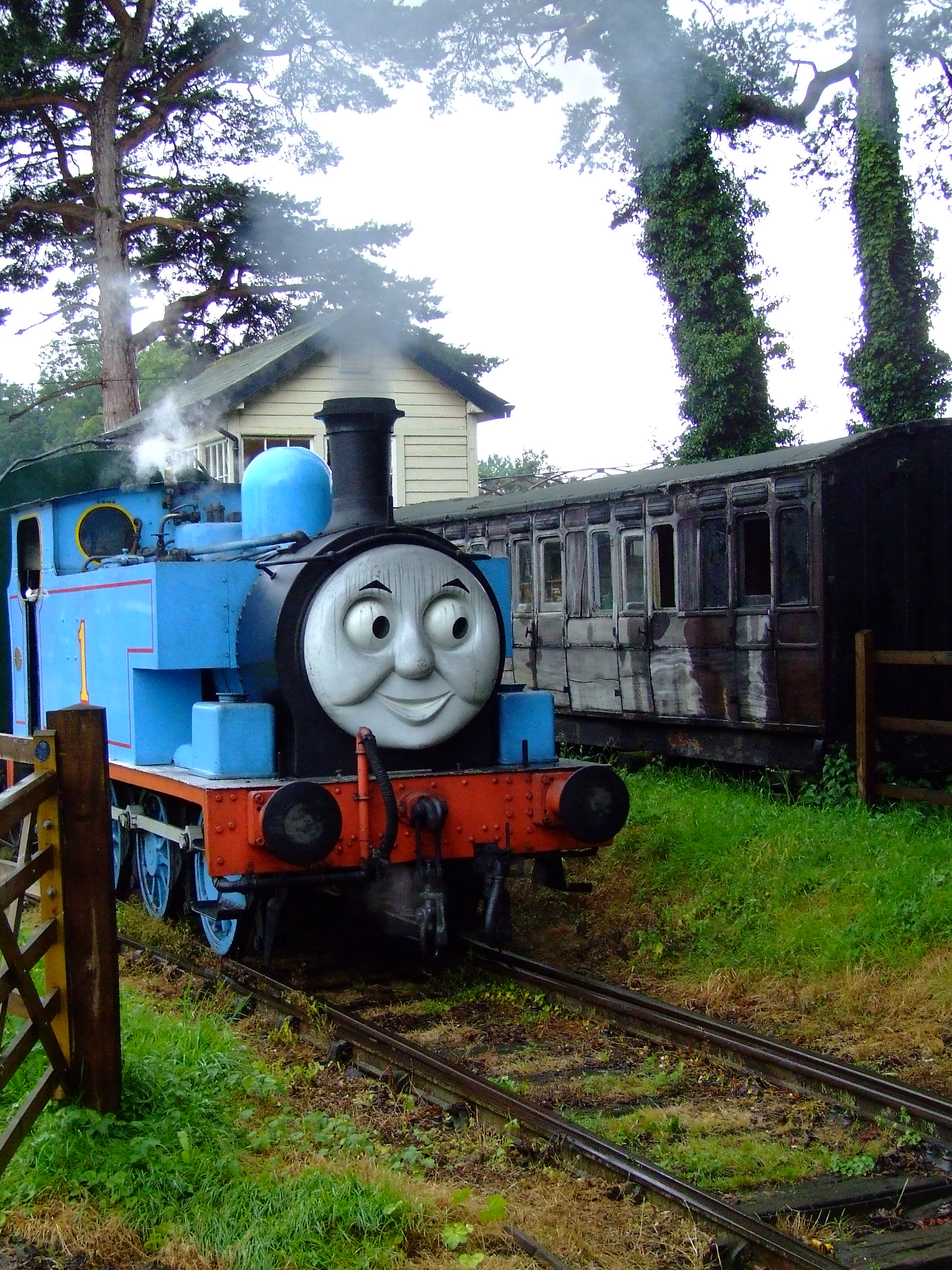
鉄道擬人化の例。「きかんしゃトーマス」

鉄道擬人化（てつどうぎじんか）とは、鉄道車両や列車、鉄道路線、鉄道駅等の鉄道に関する事物を擬人化して描くことを指す。

## 児童向け作品
鉄道車両は、古くから児童文学や絵本において擬人化されてきた。殊に蒸気機関車は、その生物的な風情や石炭（=食料）と水が無いと走れない（=生きられない）といった人間の生理現象に似たメカニズムから、「蒸気機関車は人間のつくったもののうちで、もっとも生物に近い機械である」と称されるようにしばしば擬人化の題材にされている。
そういった作品の中でも有名かつ国際的な人気を誇るものがイギリスのウィルバート・オードリー牧師が執筆した絵本シリーズ「汽車のえほん」であり、蒸気機関車のみならずディーゼル機関車、客車や貨車など鉄道車両を幅広く擬人化して描いている。同作品を映像化したテレビシリーズ『きかんしゃトーマス』も同様に国際的な人気を誇っている。日本の作品では1号機関車を擬人化して描いた阿川弘之文、岡部冬彦画の絵本『きかんしゃ やえもん』が有名である。
SUPER BELL"Zが演じるキャラクター『鉄道戦隊レオ☆レンジャー』などもこの中に挙げられる。
またサンリオのキャラクターである『しんかんせん』やアニメ『勇者特急マイトガイン』、『超特急ヒカリアン』、『トランスフォーマー カーロボット』なども、ロボットではあるが（ヒカリアンは厳密には「光」というエネルギー体の宇宙人であり鉄道にのりうつっているという設定）鉄道車両に人間と同様の人格を与えている。

## 小説
清水義範による『ダイヤの花見』（落語『長屋の花見』のパスティーシュ）がある。「ひかり」が長屋の大家、「山手線」はちゃきちゃきの江戸っ子、「なは」が田舎者、「トワイライトエクスプレス」が外国人にそれぞれ擬人化されている。

## 鉄道雑誌などにおける擬人化
日本の鉄道雑誌など、鉄道ファンを対象とした文章において、鉄道車両を擬人化した表現がしばしば用いられる。
鉄道車両が新造されて運用につくことを「誕生」、運用中であることを「現役」、多くの台数が用いられていることを「活躍」あるいは「君臨」、運用を終えて新型の車両に置き換わることを「引退」とするなど、あたかも一人の人間が職に就いているかのように表現されている。

## オタク文化としての鉄道擬人化

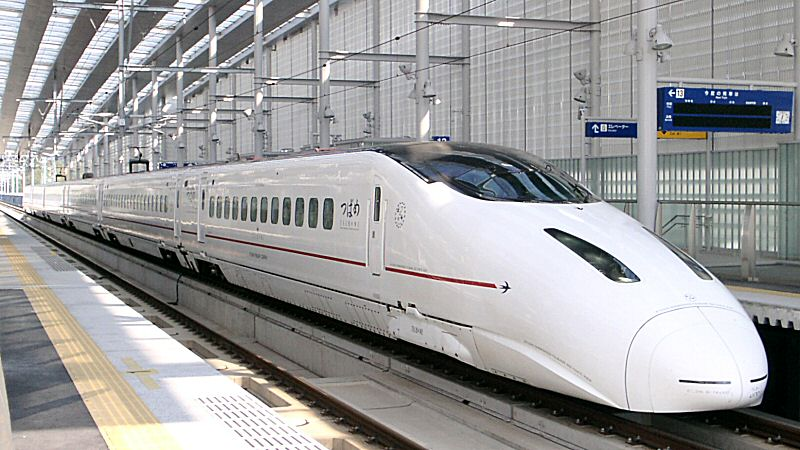
九州新幹線つばめ

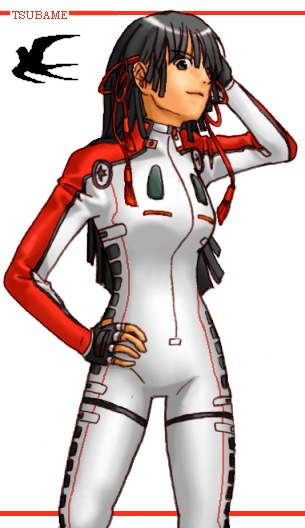
Swallow Angel

単純に車両の前面に目と口を描き手と足をつける（目はフロントガラスに入れる）パターンでの擬人化は見られたが、オタク文化における鉄道擬人化は該当車両をイメージしたコスチュームを着用した女性、もしくはイケメン風の男性として描かれることが多い。

### オタク調鉄道擬人化の歴史
1980年代後半、鉄道雑誌の中で最も漫画アニメ系の力が強い『レイルマガジン』に、アーバンライナーの鉄道擬人化イラストが掲載された。
この頃は『機動戦士ガンダム』等に始まるリアルロボット系ロボットアニメの装甲を女の子の体に付けて擬人化した「メカ+女の子」（メカ少女）という擬人化が流行っており、先の執筆者も「メカ+女の子」からヒントを得たと語っている。
しかしこれに限らず「最初にやった存在と、それを本当の意味で世間に広めた存在は異なる」ものである。鉄道擬人化を手がけた執筆者がこのグループから降りた事もあって、この流れは比較的すぐ途絶えた。鉄道擬人化が本格化するのは、1990年代後半から21世紀初頭まで待たねばならなかった。また前者ではメカ（+女の子）として行われていたが、現在は擬人化を服にデザインする表現が一般的になっている。
2004年10月23日に浦佐 - 長岡間を走行中に新潟県中越地震に遭遇、脱線（上越新幹線脱線事故）した上越新幹線「とき325号」が｢ときたん｣として擬人化された。同列車は200km/hで脱線したものの転覆を免れ、乗客・乗務員の死者はおろか負傷者も皆無だったため「車両が乗客を守った」として同列車に使われていた200系「K25編成」の車両が匿名掲示板2ちゃんねるの臨時地震板などで「（・○・）」のAAと共に擬人化された。（具体的には、脱線を起こした車両の立場での書き込みが実際の復旧作業と連動して行われた。また、これらの書き込みを題材とした童話やFlashアニメーションも作成された。）
2005年9月4日には、鉄道擬人化・鉄道関連総合同人誌即売会「鉄娘ファン」が他のオンリー即売会（紺色の天使達など）と合同で開催された。2006年11月には恵知仁のサイト掲載の擬人化キャラクターを漫画化した『電車学園モハモハ組』が初の商業作品として月刊ドラゴンエイジに期間限定で連載された。
最近では男性への擬人化も増えてきており、同人作品としての発表のほか、2009年2月には女性向け駅擬人化プロジェクト『ミラクル☆トレイン』が始動し、漫画・小説・アニメ・舞台などが展開している。また同2009年6月23日に、「青春鉄道』（過去に頒布した同人誌からの選り抜き作品）が商業コミック化されている。